# چار سانگار
چار سانگار (به لاتین: Char Sangar) یک روستا در بنگلادش است که در استان باریسال و در ناحیه پیروج‌پور واقع شده است.